# 왼섬
왼섬은 전라남도 신안군 암태면에 있는 섬이다. 특정도서로 지정하여 관리되고 있다.

## 특정도서
왼섬은 사빈해안, 풍혈지형, 파식대가 발달하였고, 해양무척추동물 서식상태가 양호하여 독도 등 도서지역의 생태계보전에 관한 특별법에 의거 특정도서로 지정되었다.
- 지정번호 : 제92호
- 면적 : 104,132m2
- 지번 : 전라남도 신안군 암태면 수곡리 산135～산138